# Juan Pablo de Lojendio e Irure
Juan Pablo de Lojendio e Irure (Sant Sebastià, 17 de maig de 1906 - Roma, 13 de desembre de 1973) fou un diplomàtic basc, marquès consort de Vellisca pel seu matrimoni amb María Consuelo Pardo-Manuel de Villena y Verástegui. Va ser ambaixador de l'Espanya franquista a diversos països d'Europa i Amèrica.

## Biografia
La seva dilatada carrera diplomàtica la va iniciar com a secretari de tercera classe en 1930, passant a l'any següent a secretari de segona classe. A partir de llavors va ocupar els següents escalafons i destinacions: cònsol a Còrdova (1931); cònsol a Santiago de Xile (1932); en la Direcció general del Marroc i Colònies, a les ordres de la Presidència del Consell de Ministres (1934), i cònsol a Niça (1936). Va ser el candidat més votat de Guipúscoa en les eleccions del 16 de febrer de 1936, a les quals es va presentar com a membre de la CEDA, del Front Contrarrevolucionari. No va obtenir l'escó, no obstant això, per no reunir el suficient nombre de vots i, en retirar-se en la segona volta, van aconseguir les actes els nacionalistes.
Acabada la Guerra Civil Espanyola, va ser designat secretari de primera classe i ministre a Montevideo (1944); ministre plenipotenciari de tercera classe; cap de l'Oficina de Conferències i Organismes Internacionals; director general de relacions culturals (1951), i ambaixador a l'Havana (1952). En aquesta ciutat, va protagonitzar un greu incident diplomàtic al gener de 1960, quan té una forta discussió, en els estudis de la televisió cubana, amb el mateix Fidel Castro. A causa d'això fou expulsat de forma immediata del país.
Més tard serà nomenat ambaixador a Berna (1961); ambaixador a Itàlia (novembre de 1969), i ambaixador davant la Santa Seu, al capdavant del càrrec de la qual va morir. També va presidir la delegació espanyola en la Conferència Internacional de plenipotenciari de la Unió Internacional de Telecomunicacions, celebrada a Montreux (Suïssa) en 1965.
Es trobava en possessió dels títols de marquès de Vellisca, gran d'Espanya, membre d'honor de l'Institut de Cultura Hispànica i acadèmic corresponent de l'Acadèmia Cubana de la Llengua. Va ser condecorat en gran nombre d'ocasions.

## Obres
- El hecho histórico vasco en la unidad imperial de España (Madrid, 1935)
- Discursos a los vascos de América (Buenos Aires, 1937); etc.